# Kenji Minogue
Kenji Minogue was een Belgische electrotrash-popgroep. De groep bracht een trashy mix van electropop met absurde West-Vlaamse liedjesteksten. Kenji Minogue bestond uit het zangduo Fanny Willen (pseudoniem van actrice Emilie De Roo) en Conny Komen (dj Sarah Vandeursen), drummer en producer Mista Pig (David Van Belleghem van onder andere Delavega) en Goran Grahovac die verantwoordelijk was voor de videoclips.

## Geschiedenis
De Roo en Vandeursen leerden elkaar kennen toen ze tijdens de Gentse Feesten gedwongen waren wegens gebrek aan toiletten een plastuit te delen. Ze kaartten de kwestie van het gebrek aan toiletten aan in een opiniestuk in de Morgen. Na een samenwerking voor een straattheateract bij de Gentse vzw Cirq besloten ze om samen muziek te maken. De groepsnaam is een West-Vlaamse woordspeling ("ken jij me nog"), net als de artiestennamen Fanny Willen ("van niet willen") en Conny Komen ("kon niet komen"). Ze namen het nummer Naam Familienaam op met drummer en producer Mista Pig. Met bevriend kunstenaar Goran Grahovac maakten ze er een videoclip bij die op 29 december 2011 gepubliceerd werd op YouTube. De video kon rekenen op enkele honderdduizenden views. In september 2012 volgde Danny. Tom Van Der Borght ontwierp de extravagante kostuums voor de videoclip waarmee Grahovac in 2012 de prijs voor Beste Nieuwkomer won op het modefilmfestival ASVOFF.
In mei 2012 kwam het podiumdebuut op het Kunstenfestivaldesarts in de vorm van een try-out. Later volgden korte optredens op de Gentse Feesten en Pukkelpop. Tijdens een van hun eerste optredens werd de popgroep vergezeld door stand-upcomedian William Boeva. In 2012 kwam de single Nomnom uit. In 2013 speelden ze op Theater Aan Zee en het hoofdpodium van de Gentse Feesten op Sint-Jacobs. De single Alwadamehetten haalde de hitlijst Urban 50 van Ultratop. In het najaar van 2013 verscheen de groep op televisie in de programma's Alles Goed op Focus-WTV en Café Corsari op de openbare zender Eén. Eind 2013, net voor kerstavond, bracht de groep het nummer Gazastrook uit.
In maart 2014 bracht Kenji Minogue een clip uit voor Min Oeders en in mei verscheen de cd De Groetjes. Tijdens de zomer van 2014 mocht de groep aantreden op onder andere Genk on Stage, Gentse Feesten, Pukkelpop en Crammerock. Op 11 mei 2017 stelden ze hun tweede plaat En Dermee voor in De Vooruit. In de zomer van 2017 speelden ze onder meer op Les Ardentes en Boomtown Festival. In november traden ze aan in de AB in Brussel. Op 22 juli 2018 sloten ze de Gentse Feesten af op het Sint-Baafsplein met de nieuwe show M I Amish. Samen met een amishband speelden ze hun grootse hits terwijl er live op het podium een kerk in hout werd opgetrokken.
Na 2018 werd het stil rond Kenji Minogue. In 2024 werd Danny gecoverd door Fixkes. Het duo trad dat jaar op tijdens De Warmste Week. In 2025 volgde hierop een eenmalig optreden in het tv-programma Ik vraag het aan. Tot een heuse comeback is het niet gekomen.

## Discografie
| Album met hitnotering(en) in de Vlaamse Ultratop 200 albums | Datum van verschijnen | Datum van binnenkomst | Hoogste positie | Aantal weken | Opmerkingen |
| ----------------------------------------------------------- | --------------------- | --------------------- | --------------- | ------------ | ----------- |
| De Groetjes                                                 | 2014                  | 17-05-2014            | 16              | 32           |             |
| En Dermee                                                   | 2017                  | 20-05-2017            | 6               | 9            |             |

| Single met hitnotering(en) in de Vlaamse Ultratop 50 | Datum van verschijnen | Datum van binnenkomst | Hoogste positie | Aantal weken | Opmerkingen |
| ---------------------------------------------------- | --------------------- | --------------------- | --------------- | ------------ | ----------- |
| Alwadamehetten                                       | 2013                  | 04-01-2014            | Tip: 87         |              |             |
| Veranda                                              | 2014                  | 26-07-2014            | Tip: 57         |              |             |

## Galerij

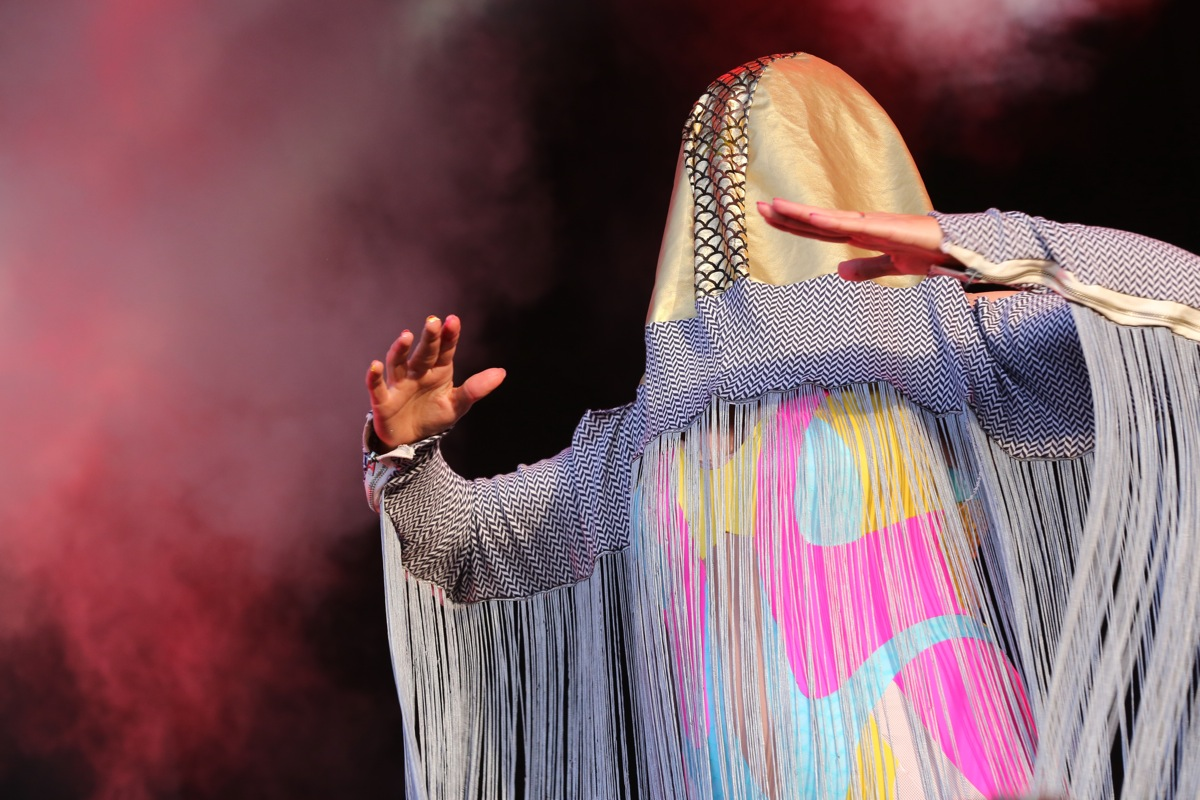
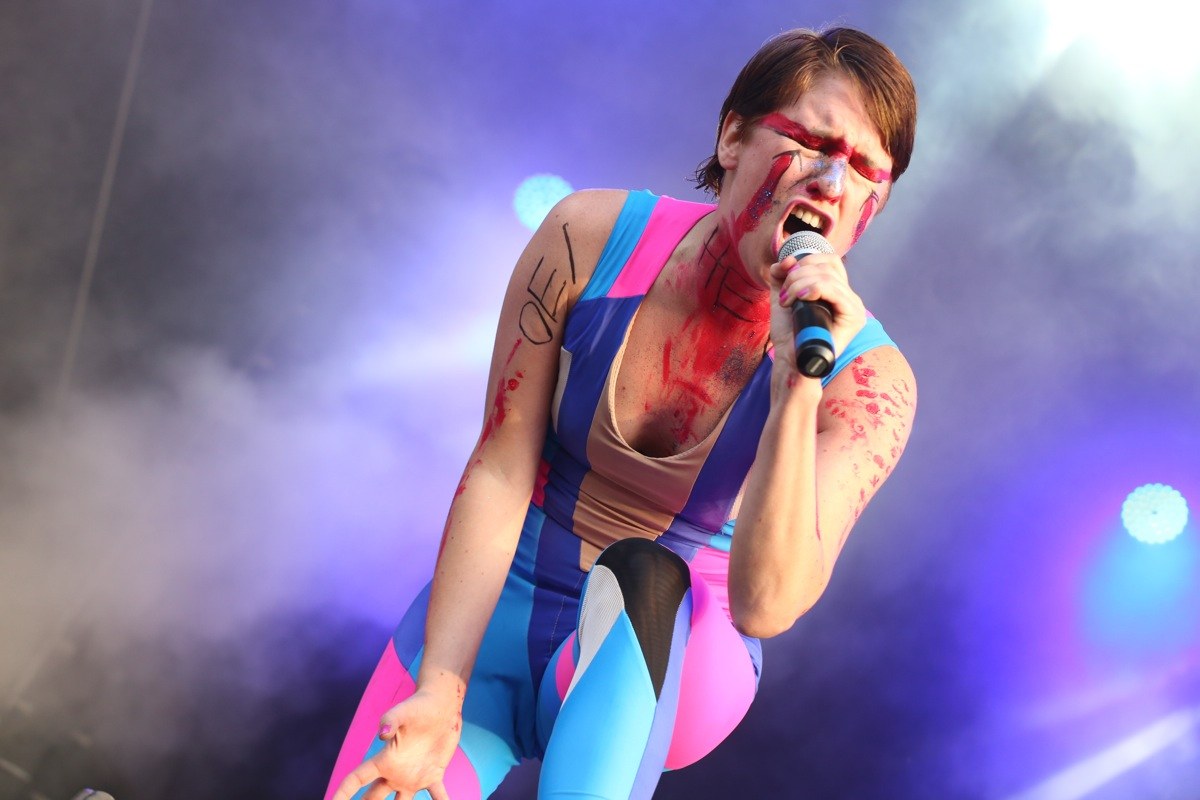
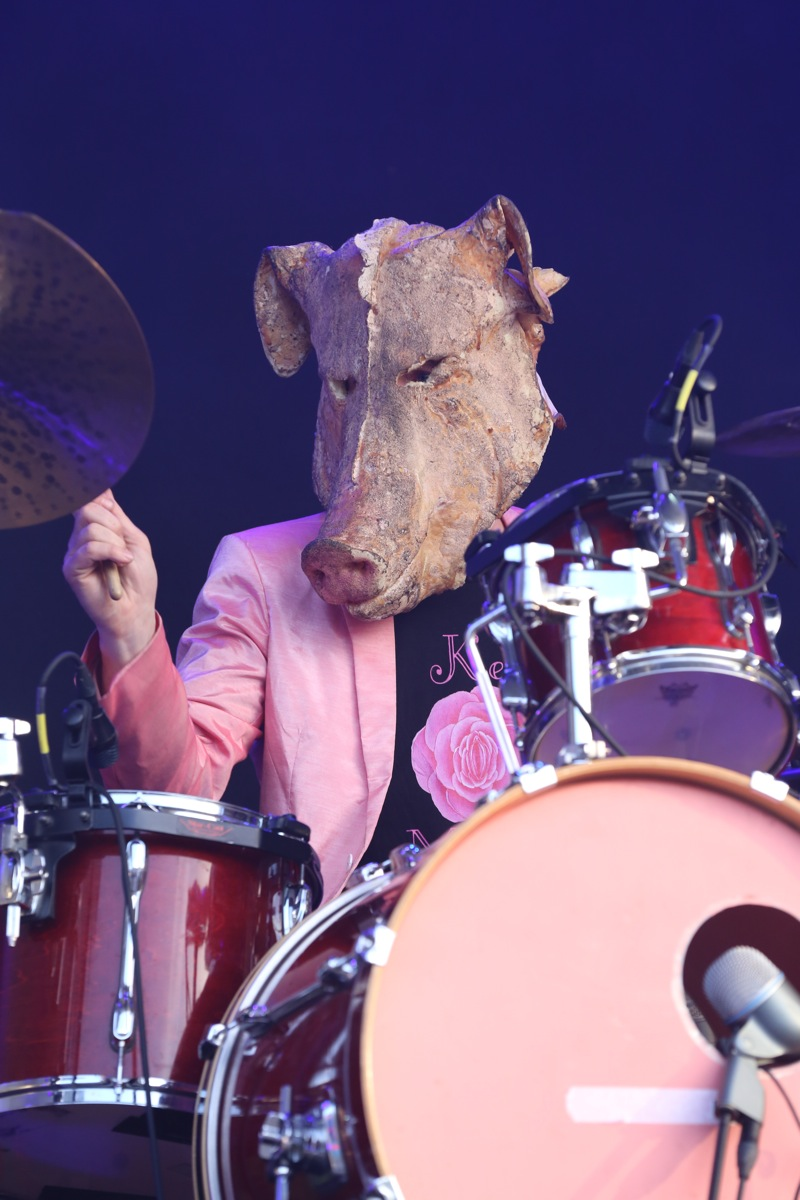
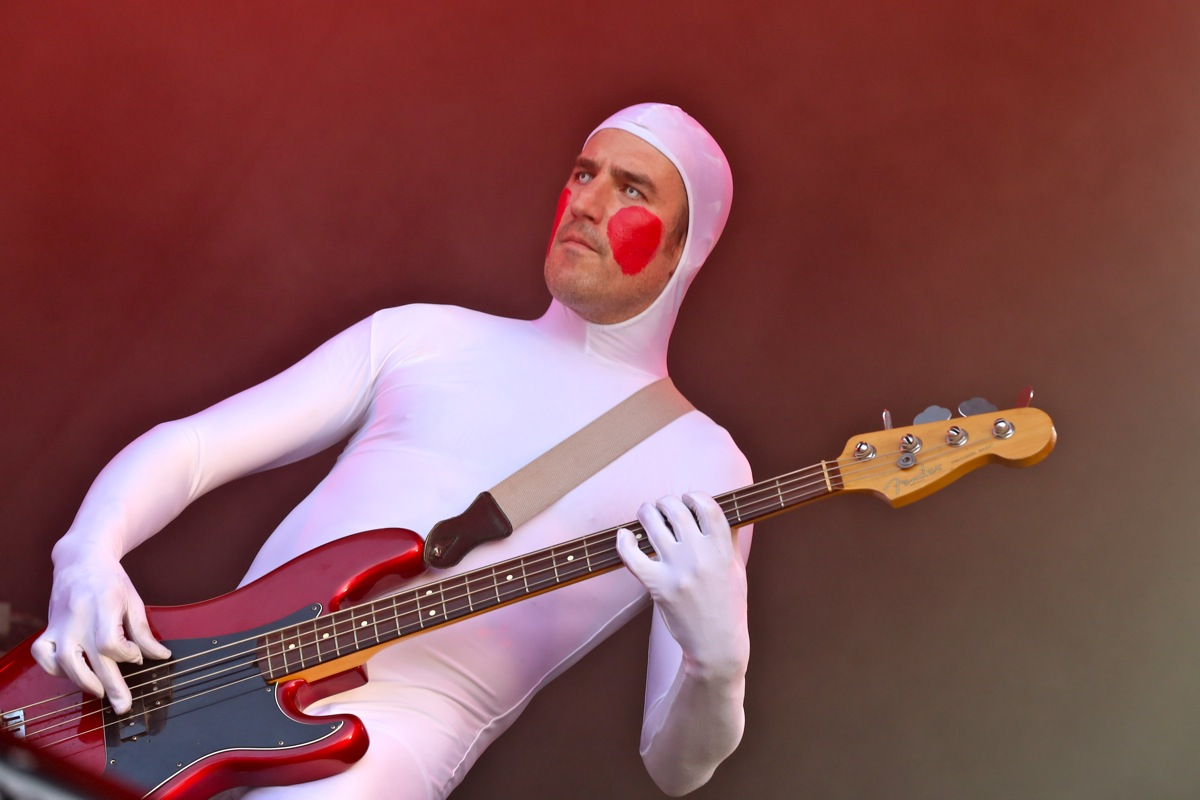
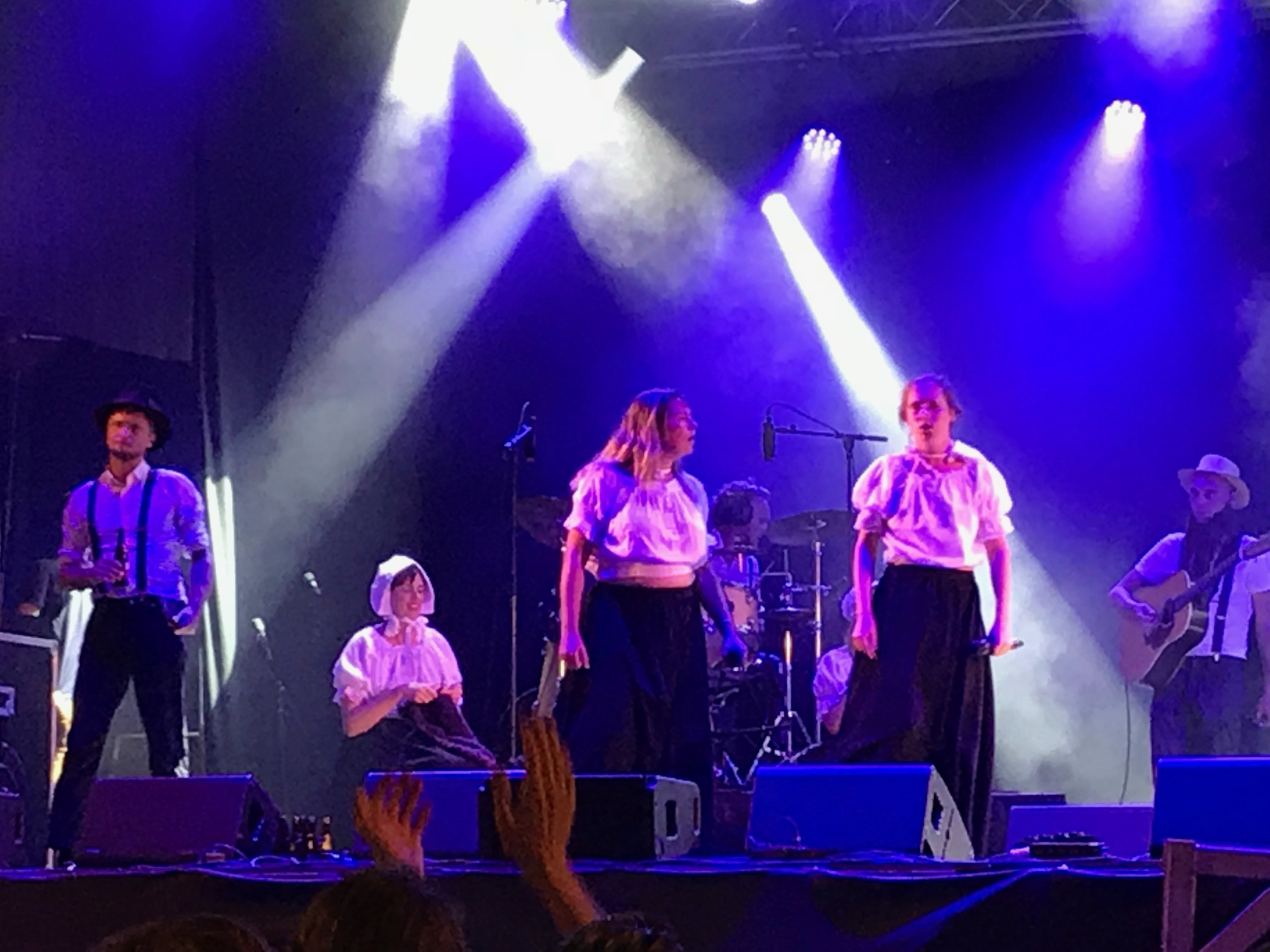

- International Standard Name Identifier: 0000 0004 7161 419X
- MusicBrainz: 7e7c1cdc-c890-45d8-b4c3-bd69dccc30e5